# Warped Tour 2013 Tour Compilation
Warped Tour 2013 Tour Compilation è la sedicesima raccolta del Warped Tour, pubblicata il 4 giugno 2013. La copertina scelta per questa edizione ritrae i Bring Me the Horizon sul palco.

## Tracce
CD 1
1. All Mine – 3:15 (Never Shout Never)
2. Boomerang – 3:31 (The Summer Set)
3. I Won't Lie – 3:38 (Go Radio)
4. Good or Bad – 4:03 (Action Item)
5. Nothing to Lose – 4:05 (Goldhouse)
6. Sun Goes Down – 2:49 (Itch)
7. Flow Like Poe – 4:03 (MC Lars)
8. Do It Now, Remember It Later – 3:23 (Sleeping with Sirens)
9. Kill The Lights – 2:45 (Set It Off)
10. Vices – 4:08 (Memphis May Fire)
11. Children of Love – 3:04 (Crown the Empire)
12. I Came, I Saw, I Conquered – 2:10 (Woe, Is Me)
13. Chin Up, Kid – 3:32 (Forever the Sickest Kids)
14. She's a Blast – 2:43 (The Beautiful Bodies)
15. No Consequences – 3:08 (VersaEmerge)
16. Blue Milk – 2:25 (Big Chocolate)
17. Orion – 3:35 (Shy Kidx)
18. All Fall Down – 2:35 (Five Knives)
19. Broken – 3:41 (Young London)
20. We're Coming Up – 3:38 (For the Foxes)
21. Damage I've Done – 3:37 (Anarbor)
22. Ghosts – 1:58 (Driver Friendly)
23. Hand Out – 2:30 (Beebs and Her Money Makers)
24. Myth Head – 2:22 (Mighty Mongo)
25. The Reckoning – 3:33 (The Bunny Gang)

CD 2
1. Go to Hell for Heaven's Sake – 4:02 (Bring Me the Horizon)
2. The Summer – 2:57 (Citizen)
3. Put Me Out – 4:02 (The Used)
4. Cul-De-Sac – 3:38 (The Wonder Years)
5. Late Nights in My Cars – 3:19 (Real Friends)
6. Empty Space – 2:29 (The Story So Far)
7. Let Me In – 3:00 (The Swellers)
8. Banshee (Ghost Fame) – 2:54 (letlive.)
9. Empty Glass – 3:31 (Defeater)
10. Hope – 4:00 (We Came as Romans)
11. In the End – 3:48 (Black Veil Brides)
12. Into the Everback – 4:32 (The Black Dahlia Murder)
13. On Brave Mountains We Conquer – 2:36 (Silverstein)
14. Tell Me Why – 3:25 (The Early November)
15. Blood Orange – 2:57 (The American Scene)
16. Heart Attack – 3:16 (Man Overboard)
17. Everything's Eventual – 2:01 (Mixtapes)
18. Timelines – 4:04 (Motion City Soundtrack)
19. One Way Love – 2:23 (Allison Weiss)
20. If Bukowski Could See Me Now – 2:05 (Forever Came Calling)
21. Stay with Me – 2:31 (Handguns)
22. Social Muckery – 1:53 (Big D and the Kids Table)
23. All Aboard the Friend Ship – 3:35 (Middle Finger Salute)
24. Nothin' Left to Lose – 2:38 (Strawberry Blondes)
25. Sleeping's a Waste of My Youth – 3:37 (The Exposed)

## Classifiche
| Classifica (2013)         | Posizione massima |
| ------------------------- | ----------------- |
| Stati Uniti               | 51                |
| Stati Uniti (independent) | 10                |
| Stati Uniti (alternative) | 6                 |
| Stati Uniti (hard rock)   | 5                 |
| Stati Uniti (rock)        | 12                |